# Jef van Hoof
Jef van Hoof   (Anvers, 8 de maig de 1886 - 24 d'abril de 1959) el nom complet del qual era Josephus Bonifacius Emilius Michaël Van Hoof, fou un compositor i director d'orquestra flamenc del final de l'època romàntica.

## Biografia
Van Hoof era fill de Frans Van Hoof, sagristà i organista de l'església de Sant Miquel d'Anvers. Va estudiar al Reial Conservatori d'Anvers (la Vlaamsche Muziekschool) sota la direcció de Jozef Huybrechts, Paul Gilson i August De Boeck (harmonia), Jozef Callaerts i Arthur De Hovre (orgue), Jozef Bosiers (piano) i Lodewijk Mortelmans (contrapunt i fuga). També estigué influenciat per Peter Benoit.
Les seves primeres composicions es van donar a conèixer al públic a partir del 1903. Les seves primeres cançons de batalla flamenques daten del 1906. El 1909 va escriure la cançó Groeninghe amb lletra de Guido Gezelle i va rebre el premi de l'Algemeen-Nederlands Verbond (Unió General Neerlandesa). Va guanyar el segon Prix de Rome el 1911 amb la cantata Tycho Brahé. Va ser un gran defensor del moviment de la música flamenca en la línia de Peter Benoit. En aquesta època, les seves activitats musicals estaven estretament associades a les d'organitzacions vinculades al moviment flamenc, com l'ANV, la Unió Nacional Flamenca (Vlaams Nationaal Verbond) i la Guàrdia de Groeninghe (Groeningerwacht), que va cofundar i de la qual va dirigir el cor masculí. També va ser cofundador de la Societat de Compositors Flamencs (1922), dels Concerts Flamencs (1926) i de la Fanfàrria Nacional Flamenca (1930).
La seva composició coral Oproep, amb lletra de Nico Gunzburg, es va interpretar quan va obrir el 1916 la Universitat Neerlandesa de Gant. El mateix any, Van Hoof va succeir al seu pare com a organista titular de l'església de Sant Miquel d'Anvers. Les seves simpaties activistes comportaren la seva detenció després de la guerra i una condemna de vuit mesos. Després de complir aquesta sentència, va fer classes particulars i va organitzar concerts en els quals tocava el piano.
Després de 1920 continuà actiu en organitzacions nacionalistes flamenques, com la Unió Nacional Flamenca. El 1924 es va convertir en professor d'harmonia i composició a l'Escola Mechelen Carillon i el 1936 es va convertir en professor al Reial Conservatori d'Anvers.
Fou director d'orquestra quan es produïren els pelegrinatges de l'Yser i les celebracions de la Batalla dels Esperons d'Or i va compondre més cançons de batalla per a aquestes ocasions. El 1933 va cofundar el Festival Nacional de Cant Flamenc que va dirigir fins al 1936.
A principis de 1942 va ser nomenat director d'aquest conservatori, succeint Flor Alpaerts. El seu oponent era Lodewijk De Vocht, però Van Hoof van aconseguir el càrrec perquè comptava amb el suport de figures importants del flamingantisme, com Cyriel Verschaeve. Inevitablement, va ser detingut després de l'arribada dels aliats i condemnat a un any de presó.
En diverses ocasions, va fer de director d'orquestra, fins i tot durant el Dia de la cançó flamenca el 1953 i en el Dia de Flandes de l'Exposició Universal de 1958.

## Obres
Van Hoof va compondre música de cambra, obres simfòniques, cançons, música sacra, peces de piano i peces d'orgue (280 temes en total).
La seva fama amb el gran públic recau principalment en les seves cançons de batalla flamenques, entre d'altres:
- Het Lied van het Recht (1901), text de Paul De Mont
- 't Is stille (1903) sobre un poema de Guido Gezelle
- Ruiterliedeken (1907)
- Groeninghe sobre un poema de Guido Gezelle (1909)
- Landelijke stemming (1910)
- Vlaanderen (1912) text d'A. Michielsen
- Hoe stille is 't (1913), sobre un poema de Guido Gezelle
- Vijf liederen van het Vlaamse vaderland
- Daar is maar één Vlaanderen (1917)
- Toeristenlied, text de René De Clercq
- Psalm (1917), sobre un poema d'Albrecht Rodenbach
- Ouverture Willem de Zwijger, per a cor i orquestra
- Rodenbach ter ere, cantata
- O Kruis van den IJzer
- Zes Dietsche Liederen
- Groeningerwacht (1925), sobre text de Paul de Mont
- Nachtdeun, text d'Alice Nahon
- De lotusbloem, text d'A. De Bremacker

En la segona part de la seva vida, Van Hoof va compondre principalment música sacra.
Entre les seves composicions:
- Sis simfonies ;
- Dues suites simfòniques ;
- Concertino per a violí i orquestra 1956) ;
- Dos quartets de corda ;
- Synfoniëtta voor koper, per a instruments de metall (1932) ;
- Missa de Deo (1937) per a cor mixt, metall i percussions ;
- Te Deum (1949) per a cor mixt i conjunt de metall.

Van Hoof també va compondre òperes:
- Meivuur (1916) – llibret de Pol De Mont ;
- Vertraagde film (1926) - llibret de Herman Teirlinck ;
- Jonker Lichthart (1928) - llibret d'Edgard Denhaene.

La majoria de les seves obres van ser publicades per l'editorial musical De Crans, fundada per ell mateix el 1917. Els manuscrits es troben principalment a la Casa de les Lletres a Anvers.